# Bill Agnew
William Barbour „Bill“ Agnew (* 30. Dezember 1880 in Kilmarnock; † 19. August 1936 in Moffat) war ein schottischer Fußballspieler. Der damalige Abwehrspieler wirkte in seinem Heimatland sowie in England.

## Laufbahn
Geboren 1880 in Kilmarnock, begann William Agnew seine Laufbahn beim dortigen FC. Später schloss er sich unter anderem den englischen Vereinen Newcastle United, Middlesbrough und Sunderland an. 
Zudem vertrat Agnew auch die schottische Nationalmannschaft, für die er drei Spiele bestritt.
Nach dem Ende seiner Spielerlaufbahn gehörte er zeitweise zum Trainerstab bei Third Lanark. Er starb 1936 im Alter von 56 Jahren.